# 에어포트 유틸리티

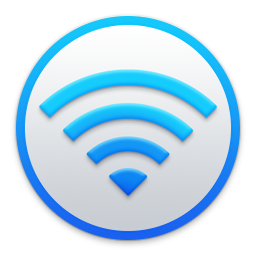

에어포트 유틸리티(AirPort Utility, 이전 이름: 에어포트 어드민 유틸리티)는 에어포트 와이파이 기지국을 구성하여 무선 네트워크를 만들고 에어포트 장치에 부착된 프린터, 외장 하드 디스크 따위의 USB 장치를 관리하는 유틸리티이다. 맥 OS X에 기본 설치되어 있으나 마이크로소프트 윈도우 운영 체제의 경우에는 별도의 다운로드가 요구된다.
- 버전 5.5.3는 맥 OS X 레퍼드 이후 버전과 윈도우 XP 이후 버전을 지원한다.
- 버전 5.4.2[1]는 맥 OS X 타이거를 지원하는 마지막 버전이다.
- 버전 4.2[2]는 맥 OS X 팬서, 윈도우 2000을 지원하는 마지막 버전이다.[3]